# Kamenice (rivière)
Pour les articles homonymes, voir Kamenice.
La Kamenice (en allemand : Kamnitz) est une rivière de la Tchéquie, longue de 35 km, qui arrose le district de Děčín.
Elle prend sa source dans les monts de Lusace, puis coule dans le parc national de la Suisse bohémienne et se jette dans l'Elbe à Hřensko.